# Hrabstwo Lawrence (Missisipi)
Hrabstwo Lawrence (ang. Lawrence County) – hrabstwo w stanie Missisipi w Stanach Zjednoczonych. Obszar całkowity hrabstwa obejmuje powierzchnię 435,73 mil² (1128,54 km²). Według szacunków United States Census Bureau w roku 2009 miało 13 308 mieszkańców.
Hrabstwo powstało w 1814 roku.

## Miejscowości

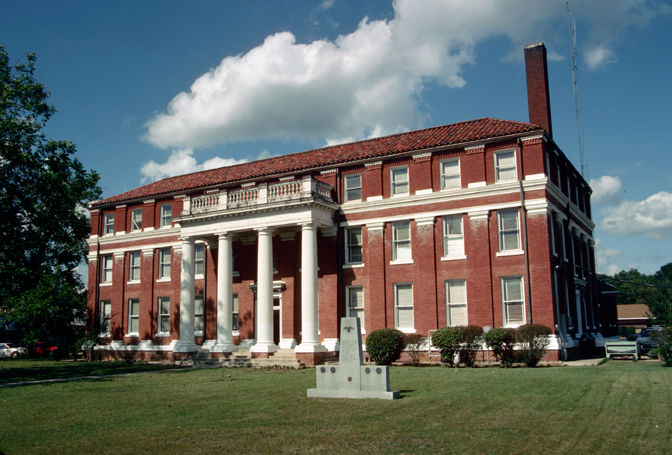
Budynek administracji hrabstwa w Monticello

- Monticello
- New Hebron
- Silver Creek[4]

| Populacja hrabstwa w poprzednich latach | Populacja hrabstwa w poprzednich latach |
| Rok                                     | Liczba ludności                         |
| --------------------------------------- | --------------------------------------- |
| 1980                                    | 12 529                                  |
| 1990                                    | 12 458                                  |
| 2000                                    | 13 258                                  |
| 2005                                    | 13 502                                  |